# Irreduzibler topologischer Raum
Der Begriff des irreduziblen topologischen Raumes gehört zum mathematischen Teilgebiet der mengentheoretischen Topologie, findet jedoch hauptsächlich in der algebraischen Geometrie Anwendung.

## Definition
Ein nichtleerer topologischer Raum {\displaystyle X} heißt irreduzibel, wenn eine und damit alle der folgenden äquivalenten Bedingungen erfüllt sind:
- {\displaystyle X} ist nicht die Vereinigung zweier abgeschlossener echter Teilmengen.
- Je zwei nichtleere offene Teilmengen von {\displaystyle X} schneiden sich.
- Jede nichtleere offene Teilmenge von {\displaystyle X} ist dicht in {\displaystyle X}.
- Jede offene Teilmenge von {\displaystyle X} ist zusammenhängend.

Eine Teilmenge eines topologischen Raumes heißt irreduzibel, wenn sie mit der induzierten Topologie ein irreduzibler Raum ist.

## Eigenschaften
- Irreduzible Räume sind zusammenhängend.
- Offene Teilmengen irreduzibler Räume sind irreduzibel.
- Eine Teilmenge {\displaystyle Y} eines topologischen Raumes {\displaystyle X} ist genau dann irreduzibel, wenn ihr Abschluss {\displaystyle {\bar {Y}}} in {\displaystyle X} irreduzibel ist.
- Ist {\displaystyle X} ein irreduzibler Raum und {\displaystyle f\colon X\to Y} eine stetige Abbildung, so ist {\displaystyle f(X)} und somit auch {\displaystyle {\overline {f(X)}}} irreduzibel.
- Ist {\displaystyle x} ein Punkt eines beliebigen topologischen Raumes {\displaystyle X}, so ist der Abschluss {\displaystyle Y} der Teilmenge {\displaystyle \{x\}} in {\displaystyle X} irreduzibel, und {\displaystyle x} ist ein generischer Punkt von {\displaystyle Y}.
- In einem Hausdorffraum besteht jede irreduzible Teilmenge aus einem einzelnen Punkt.

## Irreduzible Komponenten
Die Menge der irreduziblen Teilmengen eines topologischen Raums ist induktiv geordnet, das heißt die Vereinigung einer aufsteigenden Kette irreduzibler Teilmengen ist wieder irreduzibel. Mit Hilfe des Zornschen Lemmas folgt dann, dass jede irreduzible Menge in einer maximalen irreduziblen Menge enthalten ist; solche maximalen irreduziblen Mengen nennt man auch irreduzible Komponenten. Da Abschlüsse irreduzibler Mengen wieder irreduzibel sind, müssen irreduzible Komponenten wegen ihrer Maximalität abgeschlossen sein. 
Jeder topologische Raum ist die Vereinigung seiner irreduziblen Komponenten, denn jeder Punkt {\displaystyle x} liegt in der irreduziblen Menge {\displaystyle \{x\}}, und diese nach obigem in einer irreduziblen Komponente.
In einem noetherschen Raum ist die Anzahl der irreduziblen Komponenten endlich. Dies ist von Bedeutung für die Algebraische Geometrie, da affine Varietäten noethersche Räume sind.

## Verwandte Begriffe
Ein topologischer Raum heißt nüchtern, wenn jede irreduzible Teilmenge einen generischen Punkt besitzt. Erfüllt der Raum {\displaystyle X} zusätzlich das Trennungsaxiom T0, so definiert
{\displaystyle x\mapsto {\overline {\{x\}}}}
eine Bijektion zwischen Punkten von {\displaystyle X} und abgeschlossenen irreduziblen Teilmengen von {\displaystyle X}.